# Emil Schulz
 Emil Schulz (n. 25 mai 1938, Kaiserslautern, Renania-Palatinat, Germania – d. 22 martie 2010, Kaiserslautern, Renania-Palatinat, Germania) a fost un boxer german, care a câștigat medalia de argint la Jocurile Olimpice de vară din 1964 din Tokio.

## Legături externe
- Emil Schulz in der Database Olympics
- en Emil Schulz la Olympedia.org